# Herb Ellis (színművész)
Herb Ellis, született Herbert Siegel (Cleveland, Ohio, 1921. január 17. – San Gabriel, Kalifornia, 2018. december 26.) amerikai színész.

## Fomtosabb filmjei
- A Blueprint for Murder (1953)
- Dragnet (1954)
- Rogue Cop (1954)
- Naked Alibi (1954)
- Pete Kelly’s Blues (1955)
- Gyilkosság (The Killing) (1956)
- A dicsőség ösvényei (Paths of Glory) (1957)
- Too Much, Too Soon (1958)
- Mit csináltál a háborúban, papa? (What Did You Do in the War, Daddy?) (1966)
- Sógorom, a zugügyvéd (The Fortune Cookie) (1966)
- Estély habfürdővel (The Party) (1968)
- Akasszátok őket magasra (Hang ’Em High) (1968)